# 重装機兵レイノス
『重装機兵レイノス』（じゅうそうきへいレイノス、英名: ASSAULT SUITS LEYNOS）は、日本コンピュータシステムがメサイヤブランドでリリースしたアクション・シューティングゲーム。1990年2月2日にメガドライブ用のソフトとして発売され、後に他機種で移植版やリメイク版も発売された。
本項ではいくつかのゲーム機用ソフトとして「レイノス」のタイトルを冠した各種の後継作品についても解説する。なお、本作と同じ世界観を共有するゲーム『重装機兵ヴァルケン』については別項で詳述。

## 作品解説
舞台は22世紀、宇宙時代の世界戦争や民族紛争を背景に、戦場を駆ける兵士達の姿を描く。主人公がアサルトスーツ（重装機兵）と呼ばれる人型機動兵器のパイロットとして、過酷な戦場を生き抜き、戦いを終結に導いていく物語。

## 重装機兵レイノス
本作は、横視点（サイドビュー）スクロール型の「アクション・シューティングゲーム」であり、当時としてはスタンダードな2Dタイプのグラフィックで描画される。ゲーム進行はストーリーに合わせて、8つのミッションからなり、それぞれ異なったエーションが用意され、ゲームをクリアする条件もさまざまである。
ステージによって重力の有無がある。自機（アサルトスーツ）であるレイノスは複数の火器・装備を選択して運用することができ、各ステージの冒頭で武器庫から最大6種類まで選択し搭載する。装備品の内容はステージが進むごとに、それまでの得点などに応じて、より強力なものが追加されていく。
基本的に、残機1機のみ・エネルギー制を採っている。画面左下にあるオレンジ色のゲージがメーターになっていて、これがなくなるとゲームオーバーとなる。エネルギーは時間で自然に回復するようになっており、エネルギー回復をこまめに行っておけば必ずしも高難度ではない。しかし、既存のアクションゲームと同じ感覚でプレイすると、エネルギー回復出来ぬままに戦闘に突入、あっという間にやられゲームオーバーになってしまう。特に1面は、ステージ構成が平坦で敵の攻撃を確実に避けられる場所が全く存在しない上、事実上の時間制限が存在するため、最初に乗り越えるべきハードルを押し上げてしまっている。
作品の評価
発売当時のゲーム雑誌のライターレビューでは軒並み散々な評点しか得られていない。ただし、当時のゲームライターの一人である成沢大輔のように、本作を客観的なスタンスから少々逸脱気味に激賞した者もいた。
ユーザー評価も同様で、一般受けしたとは言い難いものの、リアルロボットアニメなどを好むコアなファンからは高い支持を受けた。例えば、Beep!メガドライブ誌でもライターレビューでは低評価だったものの、読者投票による評点コーナー「Beメガ読者レース」の初回では、ライターレビューに比して読者による評価が最も高かった作品として取り上げられている。
他機種への移植版
2015年9月8日より主にWindows用のクライアントサービス・プロジェクトEGG用にダウンロード専用で配信・販売されている。また、2019年9月19日にはセガゲームス自らリリースする復刻系テレビゲーム機・メガドライブ ミニの日本版・東アジア版に収録された。2022年7月1日からはセガ メガドライブ for Nintendo Switch Onlineの追加ソフトの一つとして配信がされた。
かつてはWii版バーチャルコンソール（VC）対応ソフトとして2007年10月30日より配信・販売されていた（要600Wiiポイント。2019年1月31日にWii版VC自体がサービスを終了している）。
リメイク版
PlayStation 4にてリメイク版が2015年12月23日に発売された。PlayStation Storeでは2015年6月12日より体験版も配信された。リファインされたアーケードモードと、旧作にできるだけ趣を近づけたクラシックモードの２つのモードを搭載。また、マルチエンディングや多数のカスタマイズ要素をもったオプションモード、旧作の企画資料などが見られるドキュメントが実装された。開発初期から開発掲示板をオープンにし旧作ファンの意見を取り入れ、通信機能を利用した2人同時プレイが実装される予定だったが、最終的に実装されることはなかった。開発側はこれを「仕様上の矛盾が解消されなかった」と説明した。2016年8月29日にはPC移植版がSteamで配信された。

### ストーリー
時は未来。第3次世界大戦からの目覚ましい復興を遂げた人類は、資源が枯渇した地球を離れ、宇宙への進出を果たした。ところが、宇宙の膨大な資源は、その利権を争う形でまたしても主要各国間の醜い戦争を生み出してしまった。22世紀初頭、地球外での資源採掘の利権を巡って勃発した、第4次世界大戦が終結した。しかし、この戦争の陰で、外宇宙へと進出していた探査隊は見捨てられ、連絡はすでに途絶えていた。戦勝国側は再度の利権を巡る争いを恐れ、外惑星条約機構軍を設立、特定の国家が資源の独占をしない様、相互監視を図った。終戦から10年を経た西暦2111年、木星の衛星ガニメデの資源採掘基地が何者かによって攻撃を受けた。外惑星条約機構軍・ガニメデ基地に所属する主人公は、所属不明の軍隊から襲撃を受けた資源採掘基地防衛の任を受け、最新鋭のアサルトスーツ・レイノスで出撃する。
謎の敵軍は瞬く間にガニメデを包囲し、地球圏の一部まで制圧してしまった。主人公は仲間たちと共に包囲網を突破して友軍と合流、仲間を失いながらも大気圏へ突入し、地上を制圧した敵軍を撃破していく。戦いの中、主人公は幾度となく立ちはだかる青いアサルトスーツ、そのパイロットであるランス・カルザスとの交信に成功する。ランスの口から語られた敵の正体は、10年前に地球を救うために出発し、第4次世界大戦勃発の混乱で忘れ去られていた外宇宙探査艦隊だった。失った人員をクローンで補い、サイバー手術で生き延びてきた彼らは、自分たちを忘れ去った地球を見限り、彼らの手で争いの無い平和な世界を作り上げるべく侵略を開始した、というのが真相だった。
やがて機動戦艦ロイアックの完成によって外惑星条約機構軍の反撃は勢いを増し、戦場は再び宇宙に戻る。激戦を経て追い詰められた外宇宙探査艦隊の旗艦を撃破するため、ランスとの決着をつけて戦争を終わらせるため、主人公は最後の戦いへと出撃する。そこで彼が知ったのは、「地球が外宇宙探査艦隊を見捨てた」という真実だった。

### 登場人物
オリジナル版ではほとんどの登場人物の設定が不明で、作中ではランス・カルザスのフルネーム、リーナのファーストネームと階級、ゾウザリーのファミリーネーム以外は明らかにされていない。
キャラクター名の多くと声優は、リメイク版で付与された。

#### 外惑星条約機構軍
ジェフ・ロバーツ少尉
声：赤羽根健治
主人公。軍の人手不足により23才の若さでアサルトスーツ隊の中隊長としてガニメデ基地に赴任する。
無口で、重要な時以外はほとんどしゃべらない。すべての真相を知って戦う事に意味を見出せなくなるが、大破した自機を背後に、リーナ曹長の元へと帰還を果たす。
ロック・スタイナー少佐
声：石川英郎
主人公が所属する、アサルトスーツ40機大隊を率いる隊長。主人公、ゾウザリーにとっては士官学校時代の教官でもある。
仲間を率いて戦い続け、最終決戦でランス機と交戦し被弾。主人公に自らの願いを託して戦死した。
10年前の第四次世界大戦でも現役だったことが『重装機兵ヴァルケン』外伝コミックスで語られた。
ラルフ＝ゾウザリー軍曹
声：橋詰知久
主人公と同期でアサルトスーツ隊の小隊長を務める。お調子者の軟派男で、自分を天才と称している。何かにのめり込みやすい性格。
オリジナル版では3面クリア後の、バーシスの大気圏突入シーンに登場し、収容が間に合わず宇宙へ取り残され、そのまま燃え尽きて戦死した。リメイク版では1面から登場し、3面で生還させることも可能。
10年前の第四次世界大戦でも現役だったことが『重装機兵ヴァルケン』外伝コミックスで語られた。
リーナ＝ライセン曹長
声：金子有希
本作のヒロイン。主人公の中隊を担当しているオペレーターで、主に個別の機体のステータスを管理している。
戦いに望む主人公の身を常に案じ続け、「必ず帰ってきて」と声をかけ続ける。
主人公が出撃した後はハンガーでずっと帰りを待っている姿は、他の整備士たちにも知られている。
エミリ・ブルックリン中尉
声：山中まどか
ガニメデ基地に配属されていたオペレーターで、作戦全体の進行を管理している。
気丈な性格で、代々士官の家系でエリート。密かにスタイナーに好意を抱いている。
ミナ・シャルロット・アレクシア軍曹
声：後藤友香里
強襲揚陸艦バーシスのオペレーター。ステージ3にて大気圏突入時のカウントを担当する。
彼女等の他にもオペレーターは数名登場。
ライアン整備兵
声：井野優
ステージ5から登場するメカニック。
主人公たちの部隊を担当しており、敵の通信も傍受可能な新型通信システムを主人公機に事前連絡なく搭載したり、最終ステージでは言葉に詰まったリーナ曹長に変わって彼女の気持ちを代弁する。
彼以外にも他の整備兵は数名登場する。
ジム・ヘルウイッグ中尉
声：上恭ノ介
ガニメデ基地脱出作戦の支援を行った突撃艦バーサットの艦長。
爆雷を投下して主人公らを援護していたが、ランスの攻撃によって撃沈、戦死した。
ヤン・コック・ブロンコス少佐
声：千葉俊哉
ガニメデ基地脱出作戦、大気圏突入作戦で主人公たちを輸送した突撃揚陸艇バーシスの艦長。
任務に私情を挟まず、脱出に間に合わなかった兵士、大気圏突入時に収容できなかった兵士を、艦に危険が及ぶ場合は容赦なく切り捨てる。
バーシスは『重装機兵ヴァルケン』にも登場するが、当時の艦長は別人（チャック・ジョンストン）であり、大気圏突入時に取り残された者は敵味方問わず助けるなど方針は真逆であった。
エリック・アルザス中尉
声：橋詰知久
外宇宙探査艦隊の地上本拠地攻撃作戦で主人公たちを援護した戦闘機ランダーのパイロット。
敵基地入り口の隔壁へと特攻し、突破口を切り開いて戦死した。
ジョージ中尉
声：滑川洋平
敵基地の入口を爆破してくれる工兵として活躍。
その後、地下のエネルギー施設で敵の罠に巻き込まれ片目に深い傷を追う。
20年後には地球の内戦においてサンラール第12特別機甲部隊の荒くれ者を率いる指揮官（階級は中佐）となる。
ジーン・トールゼン
声：蟹江俊介
外宇宙探査艦隊の旗艦総攻撃に際して、機動戦艦ロイアックの艦長として指揮を取った外惑星条約機構軍の司令官。階級は不明。
敵が同じ人類であり外宇宙探査艦隊であるという情報を知りながら、一般兵士にはこれを伝達していない。
リメイク版のEDにて、最終決戦時の白兵戦で死亡し、指揮権が副長へ移動したことが語られる。
チャック・ジョンストン
声：なし
リメイク版のEDにて登場。階級は不明。ロイアックの副長で、艦長の死傷に伴いロイアックおよび全軍の指揮を引き継いだ。
地球からの残敵掃討命令を拒否し、地球への撤退を決断する。
『重装機兵ヴァルケン』に登場したバーシス艦長チャック・ジョンストンその人とされる。

#### 外宇宙探査艦隊
ランス・カルザス大佐
声：上恭ノ介
本作のライバル。第46機動コマンド隊を率いるエースパイロットであり、青いアサルトスーツに搭乗している。
主人公とは幾度となく激戦を繰り広げ、一時は敗れて重傷を負うもサイバー手術を受けて復帰、最終決戦へと挑む。
セレス＝アルセリア＝クライバー少佐
声：後藤友香里
ランスの副官を担当し、ランスに心酔している。
前線では巨大機動兵器ノックスや量産型グランヴィアMK2を用いて条約軍を苦しめる。
初出は「ヴァルケン２」。クローン人間化する前のオリジナルとされ、後のレイノス２で登場するカイル・クライバーの血縁者。
ロンベルク・V・ザーター
声：滑川洋平
本作のラスボス。階級は不明。サイバー手術によって外宇宙探査艦隊旗艦と一体化した状態で主人公を待ち受ける。
地球からの救援を待ち望んで生き延びたにもかかわらず、通信が再開された際に「支援はない。自力で生き延びろ」と見捨てられたことで地球圏への復讐を決意した。

### 登場兵器

#### 外惑星条約機構軍
レイノス
ワーカー
カスター
バーサット
突撃艦。大出力の300ミリ集束エネルギーキャノン、ドローンランチャー、40ミリパルスキャノン、ディフェンス・ディスチャージャーなどで武装している。
大出力の小型戦闘艇で、月程度の引力圏なら問題なく航行可能。
バーシス
DV-3。ラリアス級揚陸艦に四隻搭載されている降下用船挺。6連装多目的ロケットランチャーや40ミリパルスキャノンなどで武装しているが、正面から戦闘を行うシーンはない。
AS一個中隊ないし車両六両を運ぶ事ができ、月程度の引力圏なら自力で脱出できる航行能力を持つ。
同名の艦が『重装機兵ヴァルケン』にも登場しているが、あちらは強襲揚陸艦であるため、艦名を受け継いだ別の艦だと思われる。
機動戦艦ロイアック
ゲーム終盤で完成する巨大戦艦であり外惑星条約機構軍の旗艦。
ロイアックを中心として編成された部隊が、外宇宙探査艦隊の本拠地へと侵攻する総攻撃作戦の中心となる。
ミズーナル級戦闘母艦
アリスタス級巡洋艦
戦闘機
攻撃機
警戒偵察機
サポートスーツ
アーマキャノン
ステルススーツ
ミサイルキャリアー
マニューバキャノン
ECMキャリア
キャリアー
いずれもメガドライブ版操作説明書記載の編成表に名前のみ記載されている兵器。
このうち戦闘機・攻撃機・警戒偵察機のいずれかは不明だが、STAGE３での航空機、そして敵前線基地の侵入口を体当たりで開通させた機体がゲーム中に登場する。
またSTAGE５では歩兵の搭乗したエアーバイクが確認できる。

#### 外宇宙探査艦隊
デック
クライトン
ゼアーアイン
ダリント
ドレッドノート
アウトファイエル
ワイドルム
その他兵器群
この他にも名称不明の機動兵器が多数登場する。

## 重装機兵レイノス2
『重装機兵レイノス2』（じゅうそうきへいレイノス・ツー）は、セガサターン用のアクション・シューティングゲーム。1997年2月21日発売。
本作は『レイノス』のシステムを更に発展、複雑化させたものとなっている。ステージ2以降は搭乗機体の選択、デバイスと呼ばれる部品の交換による機体のチューニング、装甲の材質や厚さの変更までもが可能となっている。武器の種類は更に増加し、ステージごとの得点のみならず、被ダメージ、クリア所要時間などの総合的な判定によって、入手される装備や機体が変化するようになった。
本作はこれまでの『レイノス』『ヴァルケン』、後に発売した『ヴァルケン2』とは世界観は共有しておらず、主人公も独立愚連隊的なキャラクターであるため、ストーリーの印象が大きく異なっている。初心者に難しすぎる点は今作でも変わらず。
2023年、株式会社シティコネクションは、サターントリビュートレーベルの一部としてリリースすると発表。2024年4月25日発売された。

### ストーリー
2120年代、数度の大戦により地球上は荒廃し、深刻な食糧難の時代がやってきた。世界各地で肥沃な土地を巡る領土紛争が勃発し、かつての国際的な枠組は、完全に瓦解した。2123年、ゼネス連邦の大統領暗殺事件が発生し、これを契機としてゼネス連邦と隣国サンラール共和国は戦争へと突入した。開戦当初の戦況は物量に勝るゼネス側有利に展開したが、サンラール軍は状況打開の秘策として、特殊部隊「第12特機」の投入を決定した。国境付近の森林地帯から山岳部の要塞ビッグ・ウォール攻略戦を経て、12特機は宇宙へと向かう。

### 登場人物

#### サンラール共和国
第12特別機甲部隊
カイル・クライバー
本作の主人公。12特機のリーダー。軍の中でもトップクラスの腕を持つパイロット。
正義感が強くクールだが、度々トラブルを起こす要注意人物。
エディー・グレイン
命令違反を数えるときりがないが、腕は一流なお調子者。
マリア・トバース
紅一点。一般の男性パイロットより腕が良いため、部隊に入るまでは仲間とトラブルを起こしていた。志願して12特機に入った変わり種。
ドルフ・バートン
腕は立つが、戦闘狂な乱暴者。数々の問題を起こし、最終的にたどり着いたのが12特機。
ジョージ中佐
12特機を率いる上官。後にライセンの艦長も務める。
セキ
ビッグウォール、ハーディア攻略作戦に参加。

#### ゼネス連邦
デニス少佐
本作のライバル。1機で12特機の4機を追い込むほどの実力を持つ。
アサルトファイツトーナメントにも「ワイッケン・デルスラル」の偽名で出場。4回戦においてカイルと対戦するが、最終的に試合を放棄した。
ちなみに歴代スコアは初参戦だったため3/3。
アレッサ少佐
山岳地上に造られた難攻不落の前線基地、ビッグウォールの司令官。
カレン
デニス少佐の部下。コロニー強襲用の大型機動兵器を乗りこなし、12特機に挑む。
Dr.ボリス
ラグランジュアポイントにあるハーディア宇宙要塞においてコロニー攻略作戦を着任している。
ブラッド司令官
本作のラスボス。ハーディア宇宙要塞の司令官。機動兵器QZを乗りこなし、世界征服を目論む。

#### その他
グレイブ・ディニー
中立地帯コンフェンにおいて、4年に一度開催されるアサルトファイツトーナメントの出場者。
1回戦においてカイルと対戦するモヒカン頭の男。歴代スコアは5/8。
チャマー・クド
アサルトファイツトーナメントの出場者。
2回戦においてカイルと対戦するオタク風貌の男。歴代スコアは10/12。
ザザーカ・メルダン
アサルトファイツトーナメントの出場者。
3回戦においてカイルと対戦する猛獣のような男。歴代スコアは31/37。
ミヤビ・ツバギガバイト
アサルトファイツトーナメントのチャンプ。
最終戦においてカイルと対戦する無敗戦士の異名を持つ女。歴代スコアは101/101。
A-MEN（アサルトメン）
アサルトファイツトーナメントの出場者。
ヒーロー気取りのコスプレイヤー。優勝者となったカイルに戦いを挑んでくる。

### 評価
Next Generationは星5つのうち3つを与えた。ファミ通40点中25点。
Gamefanの3人のレビュアーは80、85、83で平均82.6のスコアを与えた。
IGNは8/10のスコアを与えた。
GameSpot7.3/10を与えた。
Consoles Plusは88のスコアを与えた。
Saturn Powerは75のスコアを与えた。
セガサターンマガジンソフトレビューでは6、8、7の21点（平均点7.0）。レビュアーは「ヴァルケン、フロントミッションが好きならたまらないロボットゲームでグラフィックの質やアサルトスーツの挙動はSFC版ヴァルケンのようだが基本的な部分が違い、限定されたフィールドや武器でクリアを目指すのがレイノスらしさで、難易度は前作と同じく高めだがプレイヤーの技量で調整されるシステムや面クリアで入手する武器や拡張アイテムにより下手でも本作の醍醐味が味わえ前作をプレイしている者には納得だ」とし、ストーリーはキャラは絵柄の癖はあるが会話や展開に肯定的だった者と「ロボットアニメ全盛時代によくあるハードなシナリオはいいがキャラが今一つだ」とした者がいた。